# B-FRESH
B-FRESH（ビー・フレッシュ）は、かつて存在した日本のヒップホップユニット。

## 概要
1988年、MC BELLを中心に「B-FRESH 3」結成。その後、メンバーの脱退を経て「B-FRESH」に改名。
1991年、キングレコードよりCDデビュー。
2003年9月、MC BELLのソロプロジェクトに。
2024年1月14日、最終メンバーだったMC BELLの死をもって消滅。

## メンバー
- MC BELL（2024年1月14日に肺癌で死去）

### 脱退メンバー
- CAKE-K（2004年に脱退）
- DJ BEAT（1993年に脱退）
- CRAZY-A & THE POSSE
- DJ KRUSH
- MURO
- DJ BANG
- DJ SEIJI

## ディスコグラフィ

### シングル
1. She said（1991年5月）
2. セミダブルの無人島（1998年7月）
3. セミダブルの無人島～夏の恋人達へ 〜 feat. LITTLE, aile（2004年7月22日）TBS系「COUNT DOWN TV」2004年7月度オープニングテーマ

### アルバム
1. BROWN EYED SOUL（1991年）
2. Listen 2 The Radio（1992年5月21日）
3. Be Radio!（1992年6月24日）
4. Be Radio Remixes（1992年8月21日）リミックスアルバム
5. B-FRESH（1998年/2004年7月22日）
6. HOME（1999年6月25日）ベストアルバム
7. PUMP IT UP～未来に繋げB-BOYスタンス（2003年9月3日）ミニアルバム
8. 5th Element（2004年10月6日）
9. O （2008年3月26日）ミニアルバム

### 参加作品
1. SLOW feat.B-FRESH「ON YOUR LOVIN'」（2001年7月4日）